# Смеричинский, Владимир Петрович
Владимир Петрович Смеричинский (род. 30 июня 1962) — советский легкоатлет, специалист по бегу на короткие дистанции и барьерному бегу. Выступал на всесоюзном уровне в 1980-х годах, чемпион СССР в эстафете 4 × 400 метров, многократный призёр первенств всесоюзного и всероссийского значения. Представлял Краснодар и спортивное общество «Буревестник».

## Биография
Владимир Смеричинский родился 30 июня 1962 года. Занимался лёгкой атлетикой в Краснодаре, выступал за добровольное спортивное общество «Буревестник».
Впервые заявил о себе в сезоне 1984 года, когда в беге на 400 метров с личным рекордом 46,9 одержал победу на соревнованиях в Шахтах.
В мае 1985 года в беге на 400 метров с барьерами занял седьмое место на всесоюзном первенстве в Сочи.
В 1986 году в 400-метровом барьерном беге стал седьмым на соревнованиях в Сочи, третьим на Мемориале братьев Знаменских в Ленинграде, вторым на домашнем старте в Краснодаре. На чемпионате СССР в Киеве установил свой личный рекорд в беге на 400 метров с барьерами — 50,50, тогда как в программе эстафеты 4 × 400 метров вместе с партнёрами по сборной РСФСР Валерием Стародубцевым, Владимиром Крыловым и Владимиром Просиным превзошёл всех соперников и завоевал золотую медаль.
В 1987 году на чемпионате СССР в Брянске стал серебряным призёром в эстафете 4 × 400 метров.